# The Great Lillian Hall
The Great Lillian Hall è un film per la televisione del 2024 diretto da Michael Cristofer.

## Trama
Lillian Hall è una grande star di Broadway a cui viene diagnosticata la demenza senile. L'attrice decide di tenere nascosta la diagnosi ad amici, parenti e colleghi mentre si avvicina la prima del suo nuovo allestimento de Il giardino dei ciliegi.

## Produzione
Nel 2021 è stato annunciato che Meryl Streep avrebbe interpretato la protagonista nel film televisivo Places, Please. Nel corso degli anni, il progetto evolse in The Great Lillian Hall, con Jessica Lange nel ruolo dell'eponima protagonista. Le riprese principali si sono svolte ad Atlanta nella tarda primavera del 2023.

## Promozione
Il primo trailer del film è stato diffuso il 22 maggio 2024.

## Distribuzione
Il film debuttò negli Stati Uniti in prima serata sul canale via cavo HBO il 31 maggio 2024.

## Accoglienza
L'aggregatore di recensioni Rotten Tomatoes riporta un indice di gradimento dell'87%, con un punteggio medio di 6,8 su 15 basato sul parere di sette critici. Unanimi sono state le lodi per l'interpretazione di Jessica Lange.

## Riconoscimenti
- 2025 – Critics' Choice Awards[10]
  - Candidatura per il miglior film TV
  - Candidatura per la miglior attrice protagonista in una miniserie o film TV a Jessica Lange
- 2025 – Screen Actors Guild Award[11]
  - Candidatura per la migliore attrice in una miniserie o film per la televisione a Kathy Bates